# Questenbaum

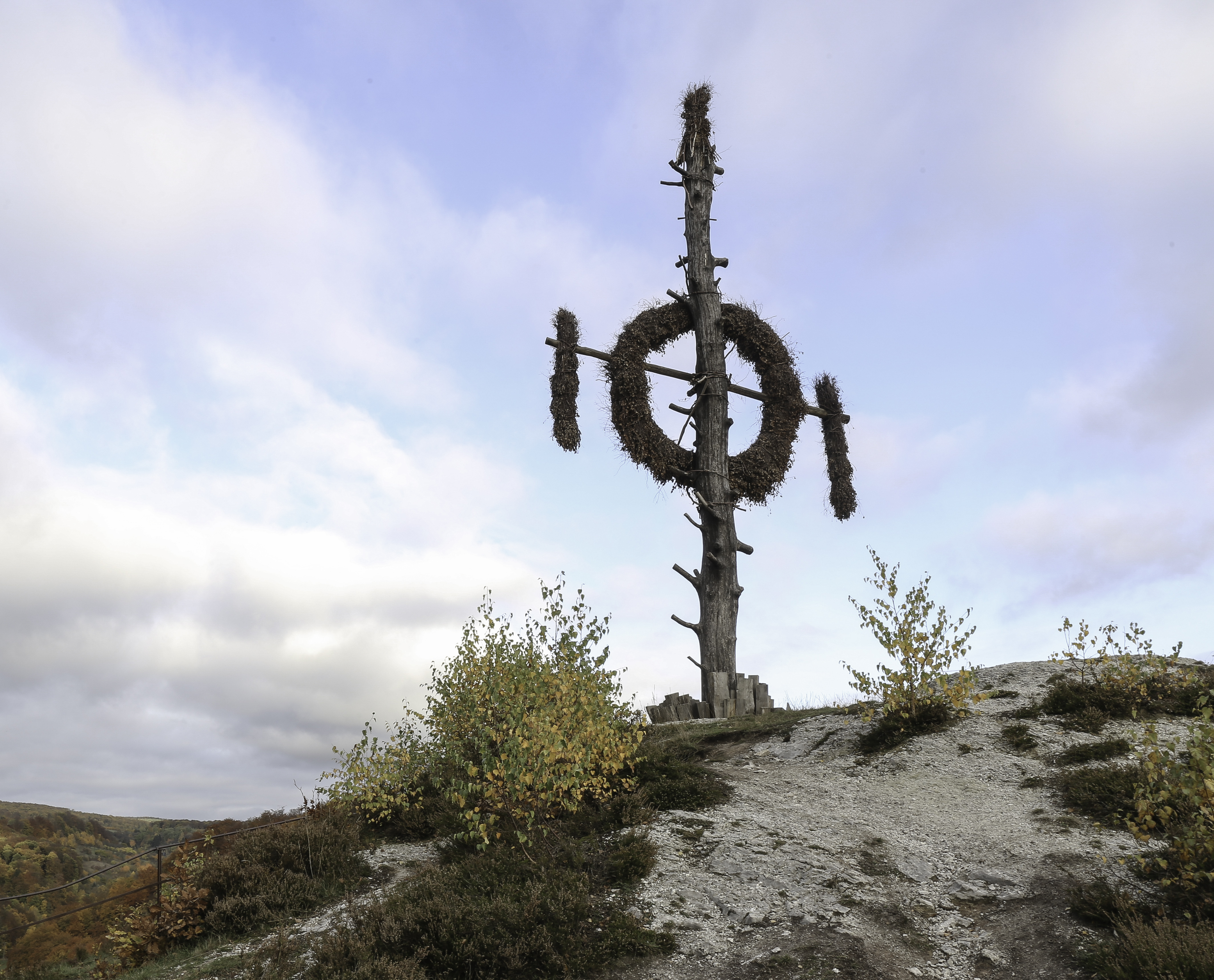
Die Queste auf einer Felssteilwand westlich von Questenberg

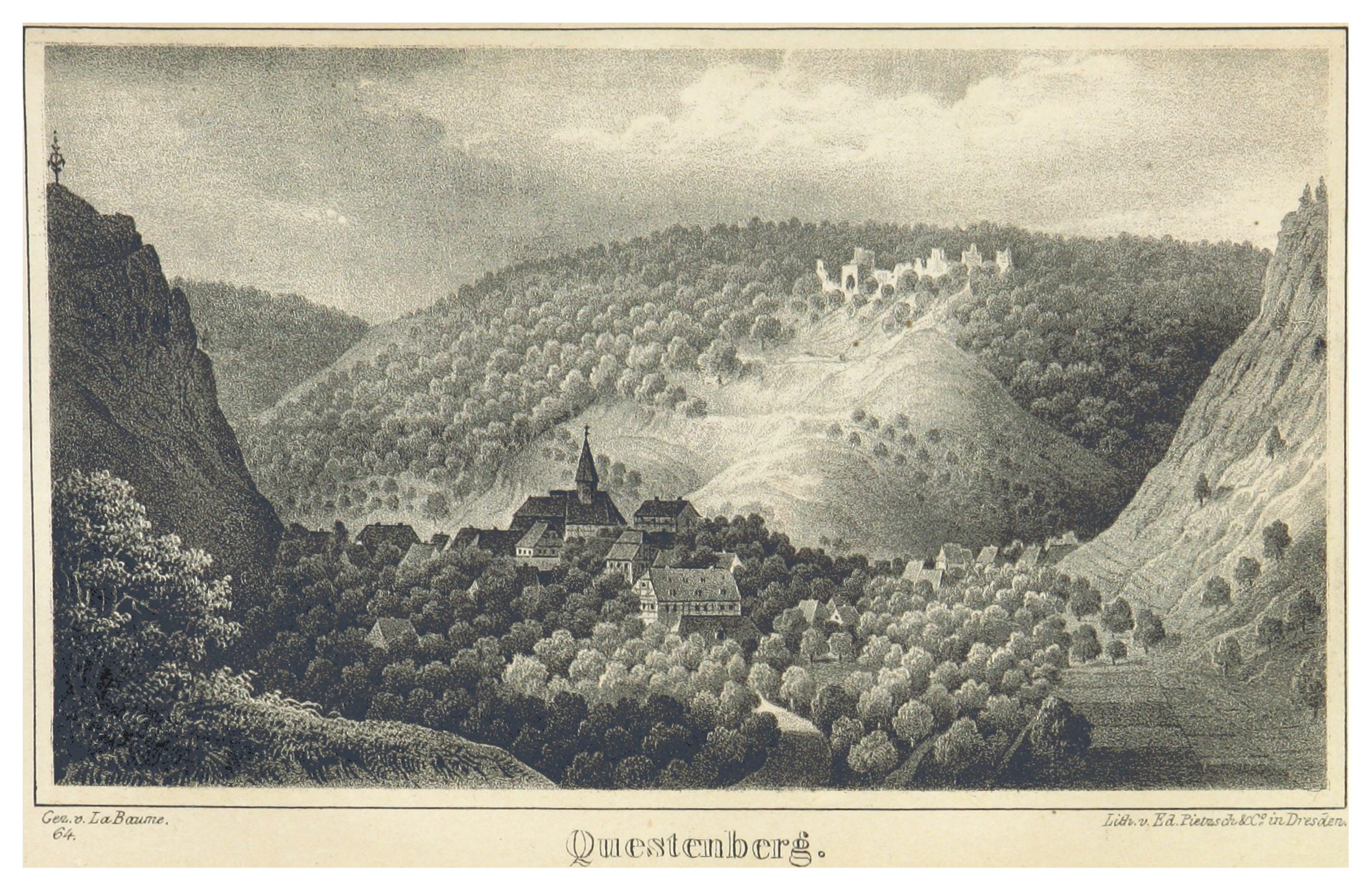
Der Ort Questenberg; links oben Die Queste; 1842

Der Questenbaum ist ein geschälter Eichenstamm mit einem aufgesetzten Radkreuz, einem Busch aus Baumzweigen an der Spitze und zwei Quasten aus Birkenreisig an den Seiten des Radkreuzes. Er steht auf einer Karstklippe im Südharzer Ort Questenberg. Das Grün des Radkreuzes und die Quasten werden  alljährlich zu Pfingstmontag im Rahmen des Questenfestes von der Questenmannschaft mit frischem Birkenlaub begrünt. Der Eichenstamm wird bei Bedarf, also alle 10 Jahre, neu gesetzt.